# Мосіна
Мосіна (пол. Mosina) — місто в західній Польщі, 22 км на південь від Познані.

## Демографія
Демографічна структура станом на 31 березня 2011 року:
|          | Загалом | Допрацездатний вік | Працездатний вік | Постпрацездатний вік |
| -------- | ------- | ------------------ | ---------------- | -------------------- |
| Чоловіки | 6210    | 1239               | 4363             | 608                  |
| Жінки    | 6559    | 1150               | 3997             | 1412                 |
| Разом    | 12769   | 2389               | 8360             | 2020                 |